# Marcel Soural
Marcel Soural (* 17. dubna 1965 Šumperk) je zakladatelem, jediným akcionářem a předsedou představenstva investiční skupiny Trigema. Kromě toho je aktivním členem v různých profesních organizacích, jako je Asociace pro rozvoj trhu nemovitostí a ČKAIT (Česká komora autorizovaných inženýrů a techniků ve výstavbě). Soural se také věnuje filantropii, přičemž podporuje Centrum Paraple, o.p.s., Czech Photo o.p.s. a další charitativní projekty.
Časopis Forbes jej do žebříčku 100 nejbohatších Čechů zařadil celkem třikrát – v letech 2021, 2022 a roce 2023.

## Vzdělání
Marcel Soural absolvoval základní školu v Šumperku a pokračoval na tamější Střední průmyslové škole. Poté pokračoval ve svém vzdělávání na Českém vysokém učení technickém v Praze, kde v roce 1988 dokončil Stavební fakultu. V roce 1988 získal titul Ing. Během svého studia na ČVUT se Marcel Soural aktivně věnoval atletice a basketbalu. 

## Kariéra
Po absolvování Stavební fakulty ČVUT v roce 1988 se krátce zapojil do práce v Severomoravských vodovodech a kanalizacích, odkud posléze odešel získávat zkušenosti do Německa. 
Zkušenosti z Německa a Souralovy vlastní ambice nakonec v roce 1994 vyústily v založení vlastní stavební společnosti Trigema. Marcel Soural tímto krokem položil základy pro svou pozdější úspěšnou činnost jako podnikatel v oblasti stavebnictví, developmentu a volného času.

## Trigema
Trigema je česká investiční a developerská společnost, která se specializuje na rezidenční a komerční development, stavební činnost, pronájem bytů a projekty pro volný čas.

### Historie společnosti
Historie společnosti Trigema sahá do roku 1994, kdy ji spoluzaložil Marcel Soural, který dnes zastává pozici jediného akcionáře a předsedy představenstva. Původně se firma zaměřovala na menší developerské projekty, avšak postupem času se vypracovala na jednu z největších developerských společností v České republice.

### Projekty
Trigema se věnuje několika hlavním oblastem, mezi něž patří development, stavební činnost, pronájem bytů a projekty pro volný čas (vinařství Dog in Dock, celoroční Resort Monínec, Resort Rokytnice nad Jizerou a Resort Samoty v Železné Rudě). V oblasti developmentu společnost Trigema realizuje rezidenční i komerční projekty, přičemž klade důraz na kvalitu, nadčasový design a chytrá řešení.
Mezi nejvýznamnější rezidenční projekty Trigemy patří SMART byty Nové Butovice, Bydlení Braník, unikátní nájemní dům Fragment v pražském Karlíně nebo LIHOVAR na Smíchově. Trigema také provádí stavební činnost, a to jak pro vlastní developerské projekty, tak i pro externí klienty. Díky vlastnímu stavebnímu zázemí je společnost schopna garantovat vysokou kvalitu a dodržování termínů staveb.

### Investice
Investice tvoří další důležitou část portfolia společnosti Trigema, která spravuje a vlastní nemovitosti. Mimo to investuje i do venture kapitálu – koupila většinový podíl ve společnosti Dataligence, založila start-up Flat Zone, který působí jak v České republice, tak i v zahraničí.
Mezi klíčové osoby ve společnosti Trigema patří Marcel Soural, zakladatel a jediný akcionář a CEO, Karel Branda, ředitel developmentu, Radim Šponar, ředitel stavební firmy Trigema Building, Jakub Korf, CFO skupiny Trigema a Rudolf Kraina, ředitel Trigema Rental. 

### Ocenění
Společnost Trigema získala za svou činnost mnoho ocenění, včetně titulu Best of Realty – Nejlepší z realit za projekty Fragment Karlín, Bydlení Braník nebo Nová Nuselská a ocenění Stavba roku za projekty Fragment Karlín, SMART byty Nové Butovice nebo Stavbu parkovacího domu Petržílkova.

### Spolupráce s Davidem Černým
David Černý je český sochař, který se  jako spoluvlastník  architektonického studia Black n' Arch podílí na developerských projektech společnosti Trigema, jako je projekt LIHOVAR na pražském Smíchově. Jednotlivé skulptury je možno vidět na projektech jako je budova Fragment v Praze, naproti Invalidovně, Trifot a  Cyberdog v Nových Butovicích nebo Klubko psů ve Veselí nad Moravou. V rámci spolupráce Marcela Sourala a Davida Černého se taky plánuje realizace nejvyšší budovy v Česku – Top Tower.

## Filantropická činnost
Marcel Soural se aktivně věnuje filantropii a podporuje řadu neziskových organizací a projektů. Soural je členem dozorčí rady Centra Paraple a pravidelně se účastní jeho benefičních akcí. 
V roce 2024 založil Nadační fond Trigema, v rámci nějž podporuje kulturu a vzdělávání. Navazuje tak na dlouhodobou podporu Dejvického divadla, Jatka 78 a neziskové společnosti Czech Photo, která organizuje soutěže Czech Press Photo a Czech Nature Photo a dlouhodobě se věnuje vzdělávání dětí i dospělých v oblasti fotografie. 

## Rodina
Marcel Soural je ženatý s Veronikou Souralovou, ředitelkou neziskové organizace Czech Photo. Je otcem dvou dětí – dcery (Natálie Cibulková Souralová) a syna (Vít Soural). 
Natálie Cibulková Souralová, nar. 1993, působí jako právnička ve společnosti Trigema. Vít Soural, nar. 1996, je členem představenstva Trigema Startup, který řídí společnost Flat Zone a  Dataligence.

## Zájmy
Marcel Soural má široké zájmy, které zahrnují architekturu, sport, cestování a filantropii. Je sběratelem vína – jeho sbírka čítá přes 3 000 lahví z celého světa. Soural také rád cestuje a objevuje nové kultury, což mu poskytuje inspiraci a širší pohled na svět. 